# Кишка, Кшиштоф
Кши́штоф Ки́шка (пол. Krzysztof Kiszka; ок. 1590—1646) — государственный и военный деятель Великого княжества Литовского из рода Кишек, чашник великий литовский 1632—1636), воевода мстиславский 1636—1639), воевода витебский 1639—1646).
Учился в Ингольштадском университете.
Был сторонником Радзивиллов. В 1638 году стал маршалком Трибунала Литовского.

## Семья
Отец — староста жемайтский Станислав III Кишка (1549—1619), мать — Эльжбета Сапега (дочь каштеляна киевского Павла Сапеги). Братья — епископ жемайтский Станислав IV Кишка, канцлер великий литовский Николай Кишка и гетман великий литовский Януш Кишка.
Был дважды женат. Его первой женой была княжна Регина Головчинская (? — 1640), дочь каштеляна минского, князя Щесного Головчинского (? — 1610) и вдова воеводы минского Петра Тышкевича (1571—1631). Дети от первого брака:
- Эльжбета, жена князя Томаша Жижемского
- Катаржина, жена Якуба Керлы
- Анна Констанция, монахиня

После смерти своей первой жены вторично женился на княжне Катаржине Жилинской (ум. ок. 1646), от брака с которой детей не имел.